# Bataille de Watling Street
Pour les articles homonymes, voir Watling.
Conquête romaine de la Bretagne
Batailles
- Expédition de Jules César en Bretagne (55-54 av. J.C.)
- Bataille de Medway (43)
- Bataille de Camulodunum (60 ou 61)
- Bataille de Watling Street (60 ou 61)
- Bataille du Mont Graupius (83 ou 84)

La bataille de Watling Street est une bataille qui s'est déroulée en 60 ou 61 durant la révolte de Boadicée contre l'occupation romaine de la Grande-Bretagne. Elle a eu lieu dans la province romaine de Bretagne occupée par les Romains. 
Elle oppposa une armée celte composée d'une alliance de tribus bretonnes dirigée par la reine Boadicée à une armée romaine dirigée par le général Caius Suetonius Paulinus.
Bien que largement supérieurs en nombre, les Bretons furent incapables de briser les lignes de l’armée romaine. La contre-attaque romaine tourna ensuite au massacre. Selon Tacite, près de 80 000 Bretons sont tués ce jour-là.
Cette bataille met un terme à la révolte menée par la reine Boadicée contre l’occupation romaine.

## Sources
Les historiens sont dépendants de deux sources romaines pour le déroulement de la bataille: Tacite dans les Annales et Dion Cassius dans son Histoire romaine.

## Localisation
La localisation précise n'est pas connue, mais la plupart des historiens la placent entre Londinium et Viroconium, sur la route romaine connue à l'époque moderne sous le nom de Watling Street. Le site le plus probable pourrait être Mancetter dans le Warwickshire dont le nom antique, Manduessedum signifie « lieu des chariots ».

## Déroulement
Suetonius était en mauvaise posture, car le préfet Pœnius Postumus, qui dirigeait la deuxième légion basée dans l'actuelle Cornouailles, avait refusé de venir à son aide. La disproportion des forces en présence est à première vue énorme. Suetonius disposait de la quatorzième légion et d'une vexillation de la vingtième ainsi que de troupes auxiliaires. Tacite évalue l'ensemble de ses forces à quelque 10 000 hommes, face à 230 000 Bretons, s'il faut en croire Dion Cassius. Le général romain avait disposé ses forces dans une gorge étroite bordée de bois, de façon à protéger ses flancs et ses arrières.
Bien que moins nombreux, les Romains, par leur discipline, défirent les tribus alliées en leur infligeant de lourdes pertes. Les Bretons, sûrs de la victoire, avaient disposé derrière eux des chariots avec leurs femmes pour qu'elles puissent assister à la bataille. Cette présomption leur coûta cher : lorsqu'ils se débandèrent, les chariots leur coupèrent le chemin. Les Romains tuèrent indistinctement les hommes, les femmes et même les bêtes de somme. Quelque 80 000 Bretons restèrent sur le terrain, alors que les Romains ne perdaient que quatre cents hommes.
La bataille marqua la fin de la résistance à la domination romaine en Bretagne dans la moitié sud de l'île ; période qui dura jusqu'en 410. En 60 après Jésus Christ, la Grande-Bretagne était une île qui avait, d'après les estimations des historiens, une population d'environ 2 millions d'habitants au maximum. Entre 60 et 65, les guerres en Bretagne vont causer la mort d'au moins 500 000 personnes, au combat, ou de famines, d'attaques de villes et de villages, et de la guérilla. Il faut aussi ajouter la réduction en esclavage d'une grande partie de la population de l'île. Presque tous les druides de l'île furent sauvagement assassinés.

### Sources antiques (traductions)
- Dion Cassius, Histoire romaine, éd. par E. Cary, Harvard university Press, 1970-1987, livre LX (lire en ligne)
- Tacite, Annales, éd. par P. Wuilleumier, Les Belles Lettres, 1974-1978 (lire en ligne)

### Études modernes
- Jean-Louis Voisin, « Bouddicca, la Vercingétorix anglaise »,  L'Histoire, no 329,‎ mars 2008, p. 60-65
- Yves Letort, « Boadicée contre Rome », Tout sur l'histoire, no 24,‎ mai-juin 2018, p. 39-45